# Толкове
То́лкове (біл. Толкава) — село в Дорогичинському районі Берестейської області Білорусі. Орган місцевого самоврядування — Закозельська сільська рада.

## Історія
Станом на 1885 рік у колишньому власницькому селі Антопольської волості Кобринського повіту Гродненської губернії мешкало 669 осіб, налічувалось 48 дворових господарства.
За переписом 1897 року кількість мешканців зросла до 833 осіб (428 чоловічої статі та 405 — жіночої), з яких 808 — православної віри.

## Населення
За переписом населення Білорусі 2009 року чисельність населення села становила 123 особи.